# Schauenburg (Friedrichroda)

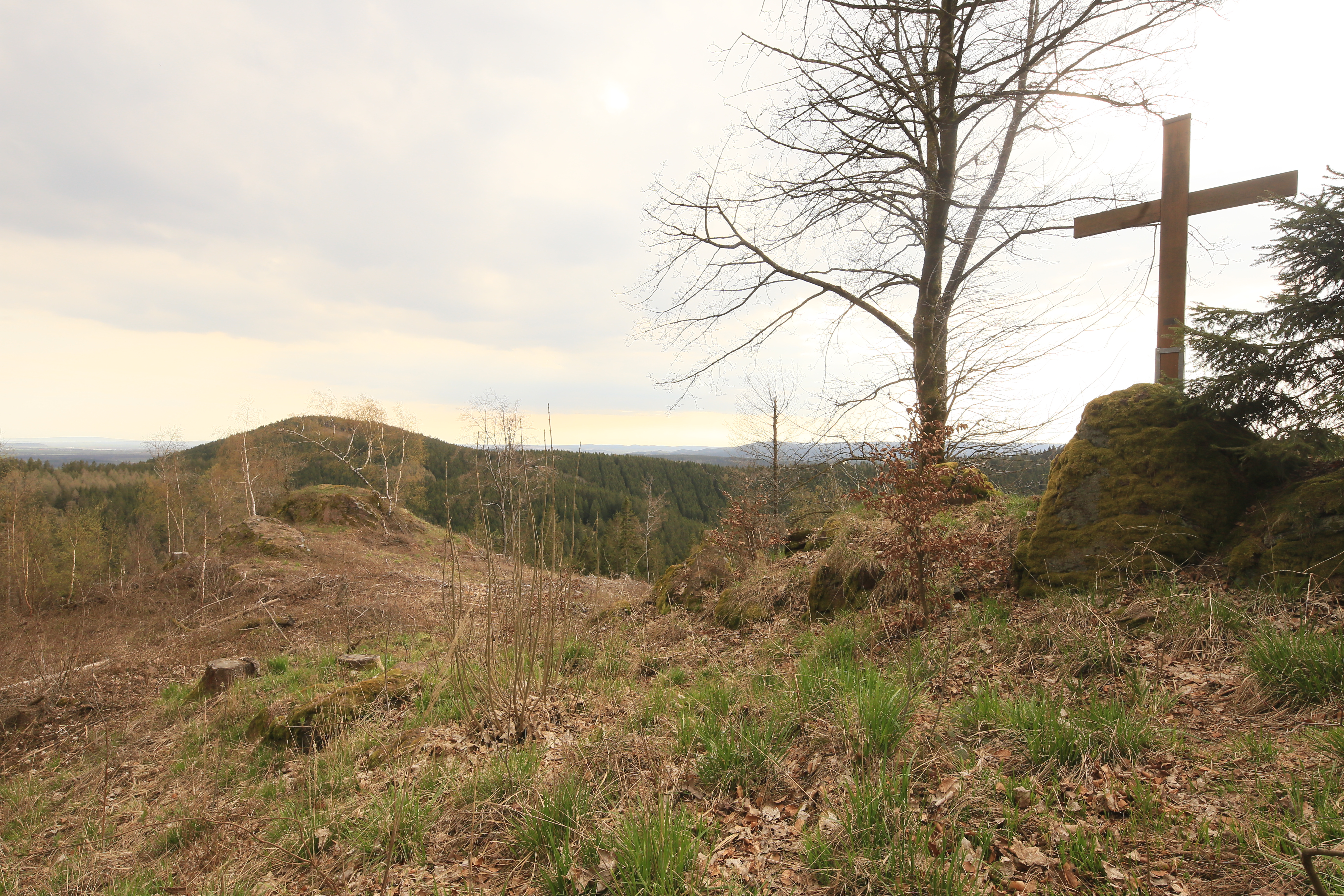
Blick vom Schauenburgkreuz über die mögliche Vorburg nach Osten (2020)

Die Schauenburg ist eine abgegangene, hochmittelalterliche Burg beziehungsweise Burgrest in der Gemarkung der thüringischen Stadt Friedrichroda im Landkreis Gotha.

## Geografische Lage
Die Ruine der Höhenburg befindet sich 1,5 Kilometer südwestlich des Stadtzentrums auf dem Gipfel des gleichnamigen Berges, der zum Nordrand des Thüringer Waldes gehört. Die deutlichsten Spuren der Burgstelle befinden sich am östlichen Rand des schon von Natur aus durch Steilhänge und schroffe Felspartien gesicherten Berggipfels, in etwa 610 bis 630 Meter über Meeresspiegelhöhe.

## Strategische Lage
Aus der Wahl des Standortes der Schauenburg lassen sich Rückschlüsse zu ihrer ursprünglichen Bestimmung ableiten. Die in unmittelbarer Nachbarschaft befindlichen Berge – östlich der Gottlob (571 m), westlich Tannenkopf (621 m) und Abtsberg (697 m) und der nördlich vorgelagerte Reinhardsberg (483 m) erschienen trotz bestimmter Vorzüge ungeeignet.
Die Befestigung sicherte und sperrte von ihrer gewählten Position aus hochmittelalterliche Straßen, die im Abschnitt Friedrichroda und Finsterbergen den Thüringer Wald in südlicher Richtung querten, die Passstraßen „Burgweg“ und „Roter Weg“ trafen beim heutigen Heuberghaus (688 m), drei Kilometer südlich der Burg, auf den Rennsteig. Zugleich kontrollierte man von der Schauenburg auch einen östlich des Inselsbergs gelegenen Abschnitt des Rennsteigs. Der Inselsberg, höchste Erhebung und Landmarke des westlichen Thüringer Waldes, befindet sich sechs Kilometer westlich. Die Wartburg bei Eisenach, ebenfalls in Rennsteignähe erbaut, ist 22 Kilometer nordwestlich, das einstige Kloster Reinhardsbrunn ist drei Kilometer nördlich gelegen.
An älteren Burganlagen in der Nachbarschaft der Schauenburg treten die frühgeschichtliche Wallburg Torstein bei Tabarz und die bei Waltershausen befindliche Wallburg „Baldrichstein“ in Erscheinung, letztere wird von den späteren Landgrafen übernommen und als Schloss Tenneberg neu befestigt.

## Geschichte
Seit dem 11. Jahrhundert ist im westlichen Thüringen ein Graf Ludwig nachgewiesen, welcher durch Landkäufe und Schenkungen einen Grundbesitz am Rande des Altsiedellandes bei Gotha erwarb und mit seinem Gefolge eine Reihe von Orten gründete, zu denen auch Friedrichroda gehört.
In einer Urkunde, die Heinrich III., Sohn und Nachfolger Conrads II., am 28. August 1044 in Bamberg ausstellte, wurden ihm nicht nur Kauf und Schenkungen aufs Neue bestätigt, sondern er erhielt auch die Erlaubnis zum Bau einer Burg. Im Mittelpunkt seiner Besitzungen, auf dem Wolfsstieg bei Friedrichroda, von wo er seinen Besitz „überschauen“ konnte, baute er die Schauenburg.

### Ludowingische Burg
Graf Ludwig der Bärtige war der Stammvater der Ludowingischen Grafen. Durch Eheschließung mit Cäcilie von Sangerhausen konnte er seinen Besitz und Einfluss in Thüringen rasch ausdehnen. Als er nach 1055 starb, hinterließ er seinen Söhnen die inzwischen schon an den Rand der eigenen Herrschaft rückende Schauenburg. In dieser Zeit mögen in der Grafenfamilie die Pläne für eine Inbesitznahme der westlich angrenzenden Gebiete am Unterlauf der Hörsel mit der späteren Wartburg im Zentrum gereift und vorbereitet worden sein. Diese Aufgabe übernahm – nach der Gründungssage der Wartburg – Graf Ludwig II., genannt der Springer. In den Kämpfen, welche König Heinrich IV. gegen die Thüringer und Sachsen zu führen hatte, stellte sich Graf Ludwig der Springer zum Schein auf die Seite des Königs. Als dieser 1080 bei einem Heerzug überraschend zur Flucht gezwungen wurde, geleitete ihn Ludwig, möglicherweise mit einer kurzen Rast auf der Schauenburg, in sicheres Gebiet.
Mit Erbauung der Wartburg und der nahen Burg Tenneberg schwand die einstige Bedeutung der Schauenburg. Fortan mag sie wohl vor allem als Schutzburg des nahen Hausklosters Reinhardsbrunn gedient haben, neben der auch noch benötigten Sicherung der regionalen Verkehrswege.

### Schutzburg des Klosters Reinhardsbrunn
Die als ludowingisches Hauskloster und Grablege des Geschlechts errichtete Klosteranlage Reinhardsbrunn war um 1085 durch Graf Ludwig den Springer begründet worden. In der Landgrafschaft erwarb Reinhardsbrunn das Ansehen und die Bedeutung als religiöses und geistig-kulturelles Zentrum des Landes. Das Kloster war rasch durch zahllose Schenkungen und Abgaben wohlhabend geworden, das konnte Begehrlichkeiten erwecken. Die nahe Schauenburg diente als militärischer Schirm und Schutz der Mönche.
In den Wirren des Bürgerkrieges, der nach 1247 um das Erbe der Landgrafschaft geführt wurde, musste die Schauenburg auf Wunsch des Abtes 1259 modernisiert und instand gesetzt werden. Als Schutzvögte des Klosters wurden die benachbarten Grafen von Henneberg bestimmt, sie ersetzen die bisherigen Vögte, Ritter aus dem Landadel, die sich bis da als Ritter von Schauenburg nennen durften.
Zum Ende des Krieges werden die Mehrzahl der Befestigungen und Burgen in der Landgrafschaft Thüringen zerstört, wobei auch die jetzt nutzlose Schauenburg zu Grunde gegangen sein soll.

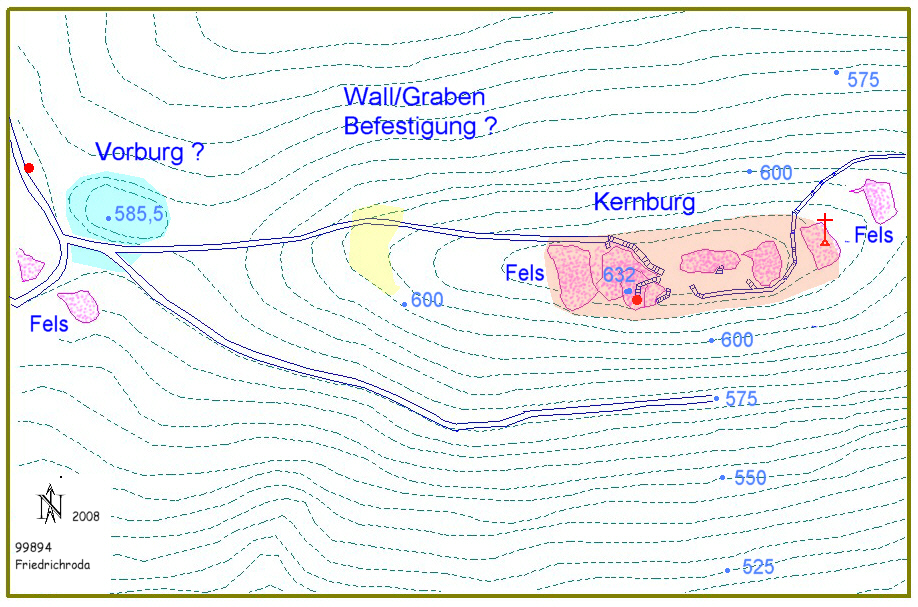
Übersichtsplan zur Schauenburg bei Friedrichroda

## Baubefunde
Die spärlichen, bereits im 18. Jahrhundert, und auch später mehrfach beschrieben baulichen Reste der Schauenburg bestehen heute lediglich noch aus bearbeiteten Felspartien und planierten Geländeabschnitten in der Gipfellage des Burgberges. Nach dem Baudatum und den Umständen ist zu vermuten, dass bei dieser Burg der Anteil von Steinbauten gering war. Bei der Errichtung der erforderlichen Befestigungsanlagen, Wohnbauten, Unterkünfte und Wirtschaftsbauten mag der Werkstoff Holz die bevorzugte Wahl gewesen sein. Unter den Weißlebersteinen, eine Felspartie am westlichen Rand des Burggeländes, bemerkt man in freiem Gelände den Mariaquell, vermutlich die Trinkwasserversorgung der Burg. Hier ist auch eine Vorburg zu vermuten.
Die bei Grabungen in den 1950er Jahren freigelegten Kleinfunde bestehen aus Keramik, Metallresten und Ziegelbruch. Das Fundinventar wird in der regionalgeschichtlichen Abteilung der Gothaer Museen aufbewahrt.
Die Burganlage ist heute durch Wanderwege erschlossen und als Bodendenkmal unter Denkmalschutz gestellt. Von einem Felsen unterhalb der Kernburg grüßt das Schauenberg-Kreuz nach Osten in das Tal und weit ins Thüringer Becken.

## Würdigung
„Für die Bewohner Thüringens kann es kein ehrwürdigeres Denkmal aus der frühesten Geschichte ihres Landes geben, als die Ruinen der Schauenburg. Hier war es, wo der Stamm der mächtigen Landgrafen von Thüringen für Jahrhunderte hinaus wurzelte, von wo die Kultur für einen so großen, noch unangebauten, noch im rohesten Zustande der Natur schlummernden Theile dieses Landes ausgieng.“

## Sonstiges

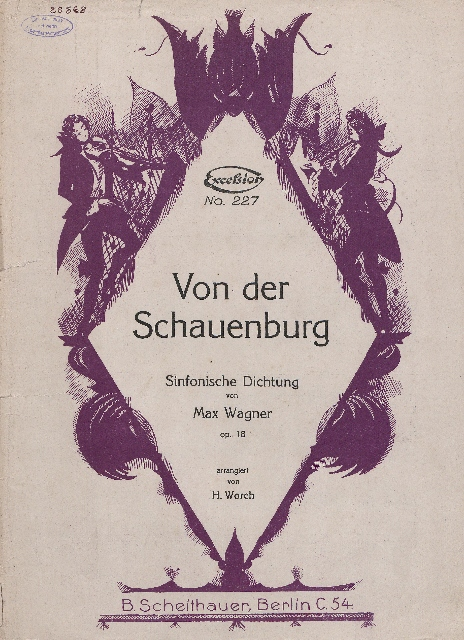
Titelblatt der sinfonischen Dichtung Von der Schauenburg

Der aus Gotha stammende Berliner Komponist Max Wagner, der im Juli 1892 zu einem Urlaubsaufenthalt in Friedrichroda weilte, ließ sich von der Burgruine zu seiner Sinfonischen Dichtung Von der Schauenburg op. 18 inspirieren. Im Jahre 1894 in Berlin uraufgeführt, setzt das Werk der Schauenburg ein musikalisches Denkmal.